# Kimberley Le Court
Kimberley Lê Tòa án (sinh ngày 23 Tháng 3 năm 1996) là một Mauritian chuyên nghiệp tay đua xe đạp đua người lái cho Bizkaia-Durango.